# Selymes susulyka
A selymes susulyka (Inocybe geophylla) a susulykafélék családjába tartozó, erdőkben, kertekben termő, mérgező gombafaj. 

## Megjelenése
A selymes susulyka kalapjának átmérője 2–5 cm, alakja sokáig kúpos, majd púposan kiterül. Felülete finoman selymes, fénylő. Széle fiatalon kissé fátyolos lehet, később behasadozhat. Színe kezdetben fehér vagy krémszínű, később a közepe gyengén sárgul vagy barnul. Húsa vékony, törékeny. Színe fehéres, spermaszagú.
Szabadon álló, sűrű lemezei fiatalon fehéresek vagy halványszürkések, a spórák érésével okkerbarnásak lesznek. Élük fehéres. Spórapora halványbarna. Spórái ellipszis alakúak, sima felszínűek, 7,5-10 x 4,5-5,5 mikrométeresek.
Tönkje 3–6 cm magas, 0,5-0,7 cm vastag. Alakja hengeres, tövénél kissé megvastagodott, esetleg kissé gumós. Felülete kissé szálas, csúcsán pelyhes fátyolfoszlányok lehetnek. Színe fehéres.
Ismert egy lilás árnyalatú változata, az Inocybe geophylla var. lilacina.

### Hasonló fajok
Néha fehér színe miatt a csiperkékkel tévesztik össze. A lila változat az ehető lila pénzecskegombára vagy a lila pereszkére hasonlíthat.

## Elterjedése és élőhelye
Európában és Észak-Amerikában honos. Magyarországon gyakori. Lomb- és fenyőerdőkben, parkokban, kertekben nő, magányosan vagy akár seregesen. Júliustól októberig terem.
Mérgező, nagy mennyiségű muszkarint tartalmaz. A fogyasztás után 15-30 perccel hányás, hasmenés, nyáladzás, izzadás, látászavar jelentkezik. Ellenszere az atropin. 

## Képgaléria

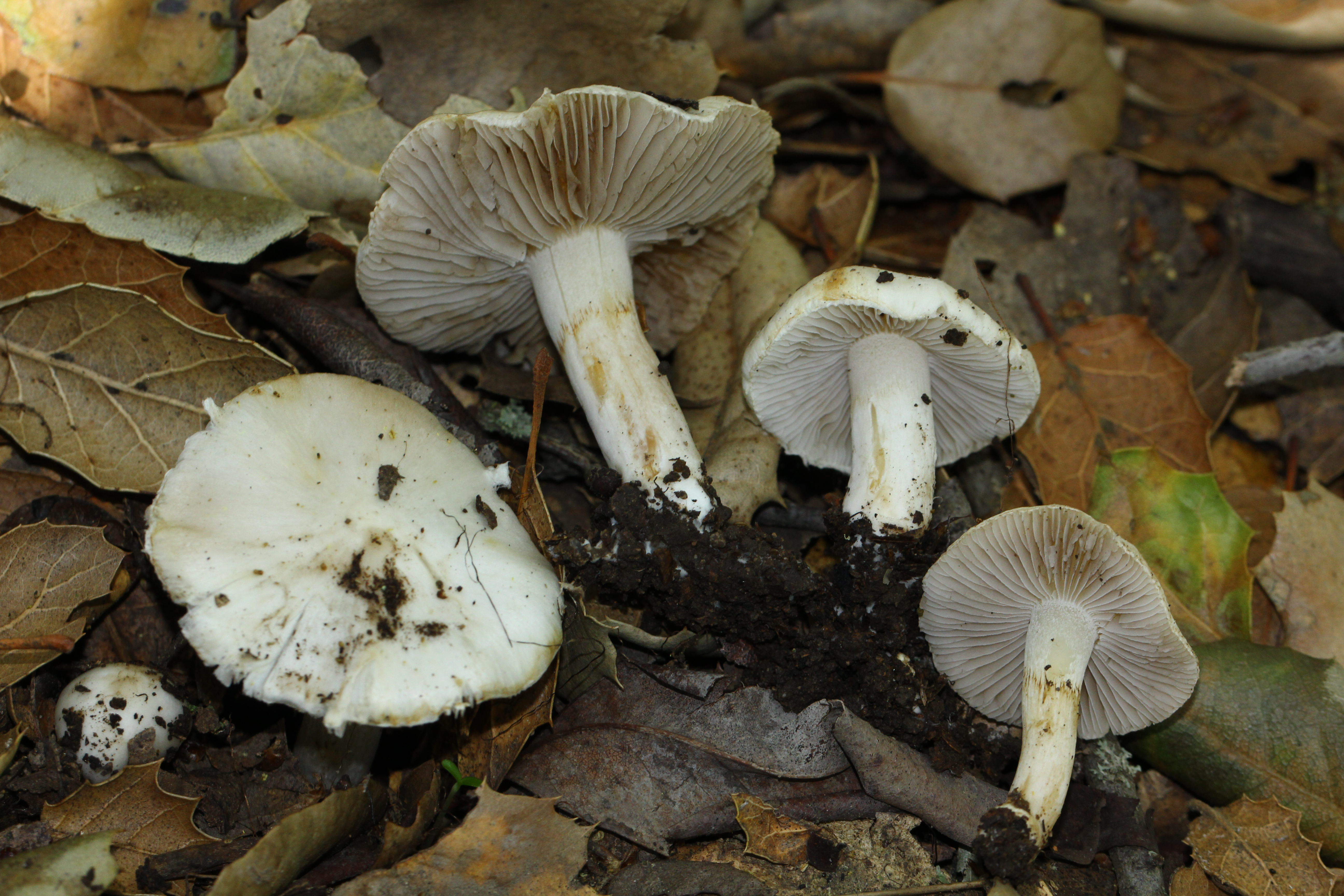
Selymes susulyka
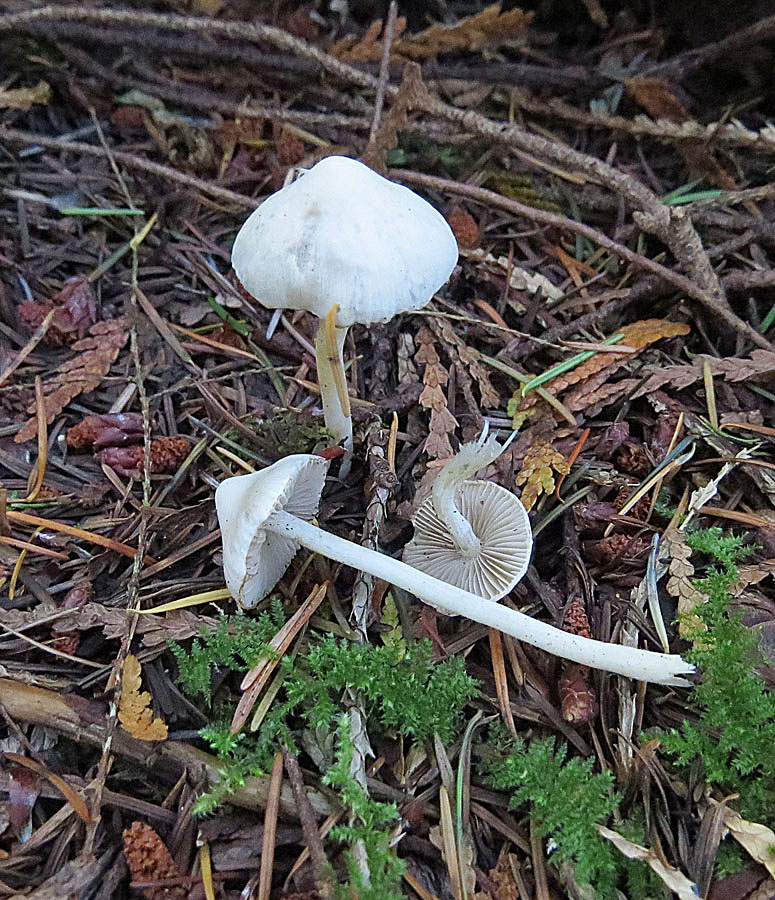
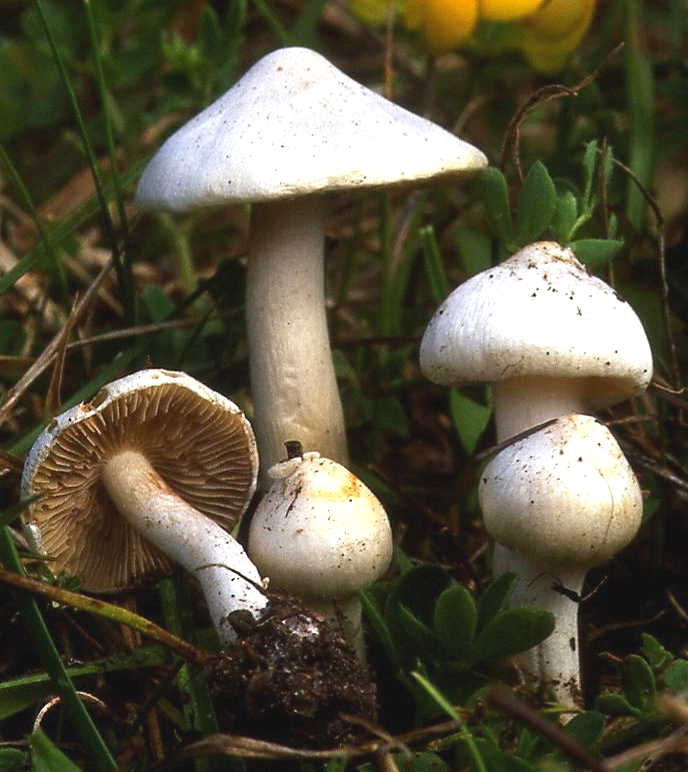
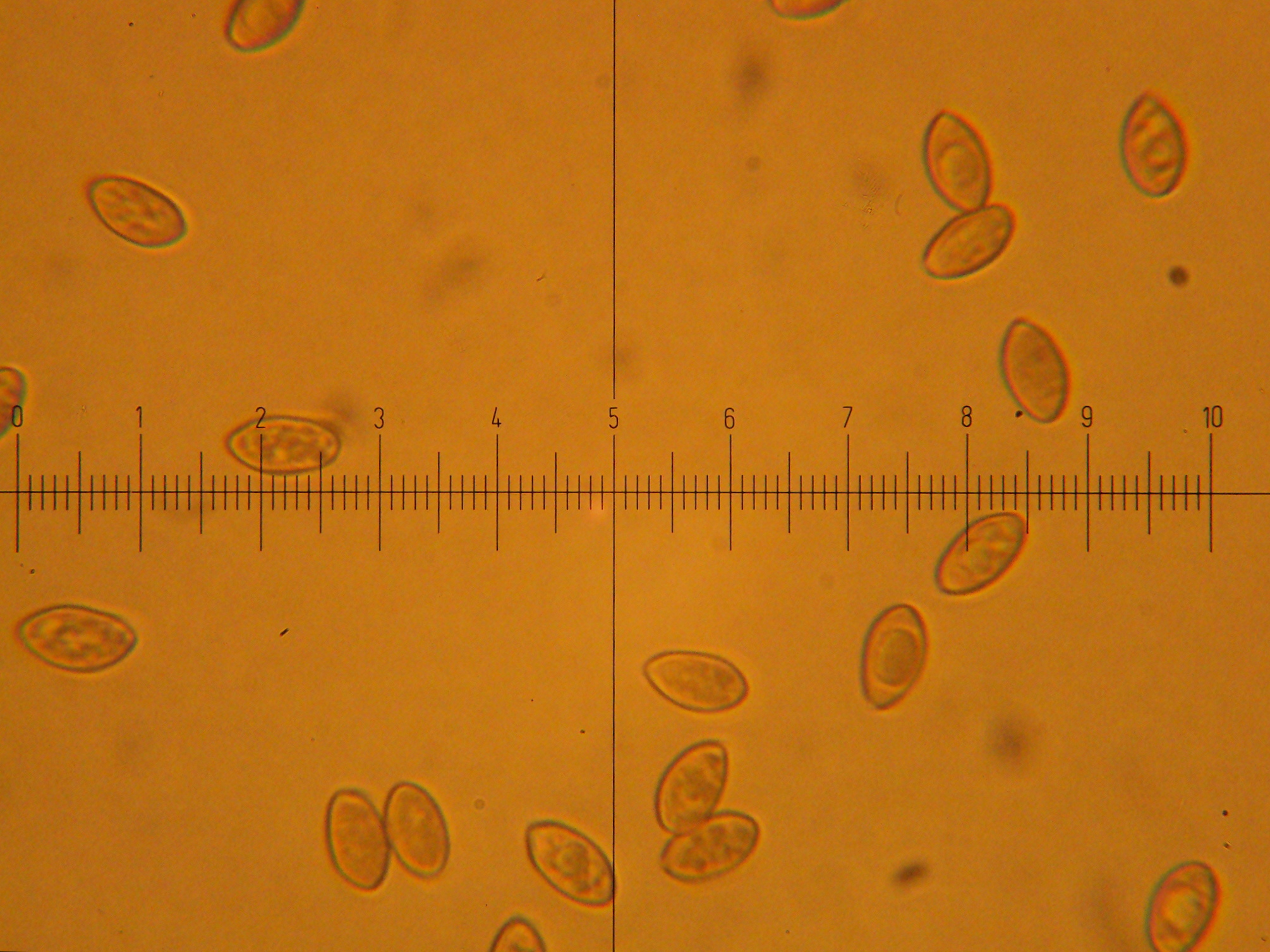
Spórái